# Condado de Võru
El condado de Võru (en estonio, Võru maakond) es un condado de Estonia. Tiene una población estimada, a inicios de 2024, de 34 049 habitantes.

## Municipios

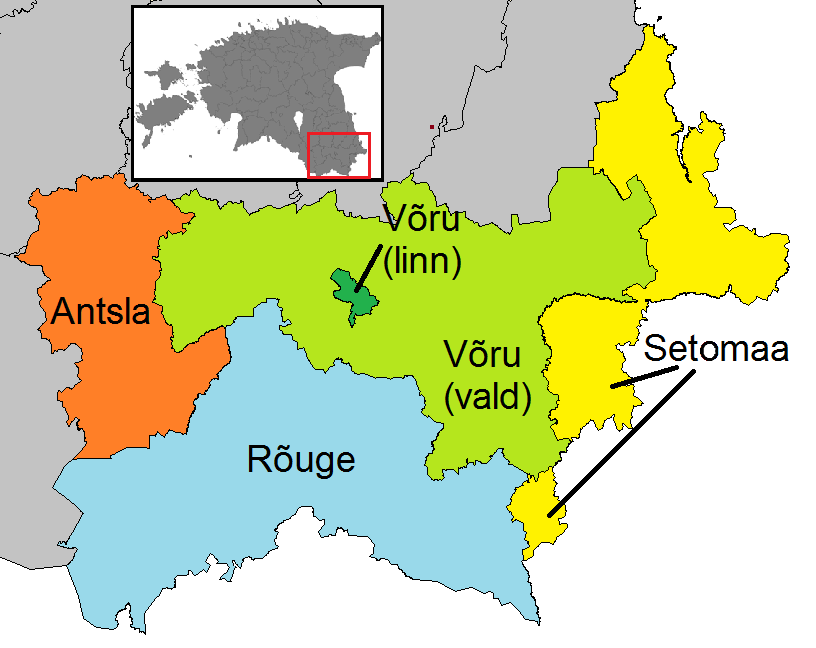
División administrativa del condado de Võru

El condado se subdivide en municipios. Hay 1 municipio urbano (en estonio, linn, "ciudad") y 4 municipios rurales (en estonio, vald, "municipio") en el condado.

### Municipio urbano
- Võru

### Municipios rurales
- Municipio de Antsla
- Municipio de Rõuge
- Municipio de Setomaa
- Municipio de Võru